# Asia D'Amato
Asia D'Amato (Genova, 7 febbraio 2003) è una ginnasta italiana, campionessa europea nel 2022 e vincitrice della medaglia di bronzo a squadre ai Mondiali nel 2019.
La sua specialità è il volteggio, attrezzo in cui è diventata vice-campionessa del mondo nel 2021 (prima italiana nella storia a riuscire nell'impresa) e in cui è stata due volte vice-campionessa europea.

## Biografia
Asia D'Amato ha iniziato ginnastica artistica all’età di 7 anni, dopo aver praticato danza per un breve periodo; all'età di 12 anni si trasferisce a Brescia insieme alla sorella gemella Alice per allenarsi alla Brixia, sotto la direzione di Enrico Casella, Marco Campodonico e Monica Bergamelli.

## Carriera junior

### 2015: gli esordi
Nel 2015 partecipa alla serie C1 riservata alle allieve, e con il suo contributo e quello delle compagne di squadra Giorgia Villa, Angela Andreoli, e Clara Beccalossi, la Brixia sale sul gradino più alto del podio
Viene convocata a far parte del Trofeo Città di Jesolo con la squadra "young dreams", svolge un buon all-around con 49.950.
Partecipa al Trofeo Nazionale categoria allieve (nella sezione L4), dove vince la medaglia d'argento dietro a Giorgia Villa e davanti alla sorella Alice.
Partecipa a settembre alla Golden League con la Brixia di Brescia che vince la medaglia d'argento.

### 2016: Categoria Juniores, Trofeo Città di Jesolo, Assoluti, Serie B
Nel 2016 partecipa al Trofeo Città di Jesolo insieme alle compagne Giorgia Villa, Martina Basile, Martina Maggio, Francesca Noemi Linari, Sara Berardinelli, Maria Vittoria Cocciolo, Elisa Iorio, Giulia Bencini e Sidney Saturnino, svolge un buon all-around con 52.650, si qualifica per la finale alle parallele che però termina in ultima posizione a causa di diverse imprecisioni.
Partecipa poi alla serie B a Roma dove la Brixia sale sul gradino più alto del podio e Asia ottiene uno splendido 15.100 al volteggio portando in gara un doppio avvitamento. Nell'ultima tappa di Serie B la Brixia si riconferma campione d'Italia, grazie anche delle buonissime routine di Asia: 15.450 al volteggio, 13.700 al corpo libero, 12.700 alle parallele e 12.150 alla trave. Nonostante la Brixia salga sul gradino più alto del podio della serie B non può avanzare in serie A poiché la Brixia possiede già un'altra squadra in Serie A.
A maggio partecipa ad una gara amichevole organizzata dalla società Virtus et Labor, con Germania e Gran Bretagna, l'Italia porta ben due squadre in campo gara, la prima formata da Martina Maggio, Francesca Noemi Linari, Maria Vittoria Cocciolo, Sara Berardinelli, Martina Basile e Giulia Bencini, la seconda invece è quella in cui partecipano le più piccole tra cui Asia, le altre compagne di squadra sono Elisa Iorio, Giorgia Villa, Caterina Cereghetti, Benedetta Ciammarughi e Sydney Saturnino. La squadra di Asia vince l'argento subito dietro alla Gran Bretagna e precedendo l'altra squadra di connazionali, nell'all-around si piazza nona.
Viene poi ammessa a partecipare ai campionati assoluti, dove compete solo al volteggio e ancora al primo anno da junior vince l'oro con la media di 14.800 precedendo Arianna Rocca e Martina Rizzelli.
Partecipa a Novembre ad un incontro amichevole a Combs La Ville e la squadra italiana vince l'oro, Asia vince l'argento all-around dietro a Giorgia Villa, il giorno successivo nelle finali di specialità Asia vince tre bronzi: volteggio, parallele e trave.
Ai campionati italiani di categoria Asia vince l'oro con 58.250, nelle finali di specialità vince nuovamente un oro alla tavola, finisce quarta alle parallele, ottiene un bronzo alla trave ed un altro oro al corpo libero.

### 2017: Serie A, Gymnix, Trofeo Città di Jesolo, Assoluti, EYOF.
Partecipa alla serie A con sua sorella gemella, e con Giorgia Villa. Partecipa poi all'international Gymnix a Montreal in Canada, con Giorgia Villa, sua sorella Alice D'Amato ed Elisa Iorio, la squadra italiana vince l'argento, riuscendo però per la prima volta a tenere testa agli Stati Uniti fino a metà gara, la squadra italiana porta al volteggio quattro avvitamenti ben eseguiti, poi nelle finali di specialità la genovese ottiene un bronzo al volteggio.
Partecipa a tutte e quattro le tappe di Serie A svolgendo degli ottimi esercizi. ed insieme alle compagne di squadra Alice D'Amato, Martina Maggio, Giorgia Villa, Sofia Busato, Martina Rizzelli, Erika Fasana, Francesca Noemi Linari e Vanessa Ferrari.
Partecipa poi al Trofeo Città di Jesolo, la gara della squadra juniores non si è rivelata brillante culminando con l'infortunio della compagna Giorgia Villa, l'Italia termina comunque in seconda posizione dietro agli Stati Uniti, e il giorno successivo Asia si ferma al quarto posto nella finale di specialità al volteggio.
A maggio prende parte ai campionati italiani Gold e vince l'oro nell'all-around, l'oro al volteggio, l'argento alle parallele, alla trave e al corpo libero.
Partecipa alle Flanders International, dove vince l'oro con la squadra italiana, e l'argento individuale dietro alla compagna Sidney Saturnino e davanti alla compagna Elisa Iorio, e l'oro nella squadra mista (senior e junior insieme).
Nel mese di luglio partecipa ad un incontro amichevole in preparazione agli EYOF, con le compagne di squadra Alice D'Amato, Elisa Iorio, Martina Basile e Giulia Cotroneo l'Italia vince l'oro, e Asia vince l'oro all-around. Viene poi convocata per gli EYOF con la sorella Alice e Elisa Iorio, la squadra ottiene l'argento dietro alla Russia ed Asia ottiene la finale individuale, al volteggio, alla parallele e alla trave. Nella finale individuale vince poi l'argento, nelle finali di specialità ottiene un bronzo al volteggio e alle parallele oltre ad un argento alla trave.
Partecipa ai campionati assoluti di Perugia del 2-3 Settembre 2017, dove arriva seconda assoluta (54.350) dietro ad Elisa Iorio (54.400) e seguita dalla sorella Alice (53.950). Nelle finali di specialità ottiene ottimi risultati, confermando il titolo italiano al volteggio davanti a Desiree Carofiglio e Arianna Rocca, ottiene una medaglia di bronzo alle parallele dietro a Giorgia Villa ed Elisa Iorio, e un argento al corpo libero pari merito con Martina Basile, dietro la più esperta Lara Mori.
Partecipa poi all'ultima tappa di serie A con Alice D'Amato, Giorgia Villa, Francesca Noemi Linari e Vanessa Ferrari che per la prima volta rientra in campo gara dopo l'operazione al tendine subita dopo Rio. La Brixia vince lo scudetto.

### 2018: Serie A, Trofeo Città di Jesolo, Gymnix, Europei
Inizia il 2018 partecipando alla prima tappa di Serie A ad Arezzo, vinta dal suo team, dove risulta essere la seconda migliore di giornata nell'all-around, e alle parallele, e la migliore al volteggio.
Partecipa al Gymnix 2018 in Canada con Giorgia Villa, Alice D'Amato e Elisa Iorio, la squadra italiana vince l'oro e Asia vince un argento nell'all-around oltre ad un oro al volteggio.
Viene poi convocata per partecipare con la squadra junior al trofeo di Jesolo, la squadra italiana vince l'oro e Asia vince una medaglia d'argento al volteggio.
Partecipa poi alla seconda tappa a Milano vinta nuovamente dalla Brixia con la squadra formata da Asia, Elisa Iorio, Giorgia Villa, Francesca Noemi Linari, Sofia Busato e Angela Andreoli, dove Asia porta alla trave un nuovo elemento (rondata + salto teso in entrata) difficoltà F. Partecipa inoltre alla terza tappa di Serie A a Torino, compete su tre attrezzi: volteggio, parallele e corpo libero, aiutando la Brixia a vincere lo scudetto.
Compete insieme a Elisa Iorio a Baku nella qualificazioni per i giochi olimpici giovanili di Buenos Aires. Nonostante una caduta alla trave, sia la D'Amato che la compagna di squadra riescono a conquistare facilmente la qualificazione. Pur essendo tra le convocate per il campionato italiano assoluto di Riccione, ed essendo una delle favorite per una medaglia nel concorso generale, così come per la finale di specialità al volteggio, non vi prende parte a causa di un risentimento muscolare alla schiena.
Partecipa poi agli europei di Glasgow, svoltisi tra il 2 e il 5 agosto. Nella gara a squadre valida anche per la classifica All Around, compete a tutti gli attrezzi, classificandosi quarta nella gara individuale e vincendo l'oro a squadre insieme ad Alice D'Amato, Giorgia Villa, Elisa Iorio e Alessia Federici. Si qualifica anche per la finale al volteggio, durante la quale svolge due ottimi salti per un punteggio complessivo di 14.233, che la incorona campionessa europea in questa specialità, seguita dalla connazionale Giorgia Villa.

## Carriera senior

### 2019: campionessa italiana e bronzo mondiale
Nel mese di Febbraio 2019 Asia prende parte alla prima prova di Serie A con il body della Brixia, gareggiando sul giro completo. Sebbene la sua squadra domini, non è purtroppo artefice di una prova eccellente (12.450 alla trave, 11.900 al corpo libero, 13.100 al volteggio e decide di non fare le parallele).
Tuttavia la settimana seguente (primo weekend di Marzo) gareggia al Trofeo Città di Jesolo dove vince un bronzo nella gara a squadre, un oro nella finale a volteggio e si classifica sesta nella finale al corpo libero.
A fine Marzo gareggia alla seconda prova di serie A, dove, esibendosi sul giro completo, domina la gara con le compagne Elisa Iorio, Giorgia Villa, Martina Maggio, Alice D'Amato e Angela Andreoli.
Dal 10 al 14 Aprile si svolgono i Campionati europei, ai quali partecipa. Nella giornata di qualificazione si posiziona 11ª nell'all around (11.433 alla trave a causa di una caduta, 12.900 al corpo libero, 13.866 alle parallele, 14.300 al volteggio) e 5ª per la finale al volteggio: non prende parte alla finale all around a causa della regola dei passaporti (Giorgia Villa e Alice D'Amato si erano qualificate con il 7º e il 6º punteggio), ma accede alla finale al volteggio, che si sarebbe disputata il 13 aprile. Nella finale svolge due ottimi salti: doppio avvitamento (14.300) e Lopez (14.033), che le fruttano 14.233 di media e il 4º posto, a 8 centesimi dal podio.
Compete con la squadra all'incontro amichevole pre-mondiale di Heerenveen. Vince l'oro con la squadra e arriva, con 53.834, quinta alle spalle di Giorgia Villa, Eythora Thorsdottir, Naomi Visser e la sorella Alice D'Amato.
Il 13 settembre partecipa ai Campionati Italiani Assoluti a Meda. Ottiene 13.300 al corpo libero, 14.900 e 14.200 nei due salti al volteggio, 14.050 alle parallele e 12.950 alla trave. Con un totale di 55.200 vince il Campionato italiano, il giorno seguente, nelle finali di specialità, vince l'oro al volteggio e il bronzo alla trave.
Ai Mondiali di Stoccarda la D'Amato compete su tutti e quattro gli attrezzi durante le qualifiche, ottenendo 12.100 al corpo libero, 14.500 al volteggio, 14.000 alle parallele e 11.833 alla trave a causa di una caduta. Insieme alla squadra riesce a qualificarsi per le olimpiadi di Tokyo 2020 e per la finale a squadre con 161.931 punti, mentre singolarmente si qualifica al 29º posto restando quindi fuori dalla finale all around. L'8 ottobre si disputa la finale a squadre dove la D'Amato gareggia al corpo libero (13,333), al volteggio (14,533) e alla trave (13,266). La nazionale italiana riesce a vincere, con 164.796 punti, la medaglia di bronzo dietro agli Stati Uniti e alla Russia
Il 22 dicembre 2019 viene annunciato che Asia D'amato, insieme alle compagne di squadra vincitrici della medaglia di bronzo ai mondiali, sarebbe entrata a far parte del Gruppo sportivo delle Fiamme Oro.

### 2020: 18º scudetto e campionessa italiana
Partecipa alla prima tappa tappa di Serie A con la Brixia, compete a volteggio, trave e corpo libero, dove ottiene rispettivamente 14,600, 13,800 e 12,450. Il 22 febbraio partecipa con la Brixia alla seconda tappa di Serie A ad Ancona. Gareggia al volteggio, alle parallele asimmetriche e alla trave contribuendo alla vittoria della Brixia. In seguito, fino al 4 maggio è costretta a sospendere gli allenamenti a causa della pandemia di COVID-19.
Il 17 ottobre, dopo più di 7 mesi di lontananza dal campo gara a causa della pandemia, partecipa alla terza tappa di Serie A, durante la quale gareggia a volteggio e trave, aiutando la squadra a vincere la tappa.
Il weekend del 7-8 novembre partecipa ai Campionati italiani assoluti svoltisi a Napoli: esegue quattro esercizi senza errori vistosi e ottiene un punteggio totale di 55,100 che le permette di vincere il titolo a pari merito con Giorgia Villa.
Il giorno successivo, durante le finali di specialità, vince la medaglia d'oro al volteggio (per la quarta volta), l'argento al corpo libero, il bronzo alle parallele e alla trave: è l'unica ginnasta della competizione a vincere una medaglia in tutte e cinque le finali.
Il 21 e 22 novembre partecipa con la Brixia alla Final Six, ultima tappa di Serie A: durante le due giornate gareggia a volteggio e corpo libero, aiutando la squadra a vincere il suo diciottesimo Campionato.

### 2021: Serie A, Assoluti, Olimpiadi e Mondiali
Il 15 maggio fa il suo debutto stagionale alla semifinale della Final Six, gareggiando a volteggio e ottenendo 14,750.
Il giorno successivo partecipa alla finale gareggiando al volteggio e al corpo libero, dove ottiene rispettivamente 14,750 e 12,500. La Brixia vince il 19º scudetto.
Il 5 luglio 2021 viene scelta dal direttore tecnico Enrico Casella per partecipare ai Giochi olimpici di Tokyo 2020.
Il 10 luglio partecipa ai Campionati italiani assoluti a Napoli, dove vince la medaglia d'argento nell'all around. Il giorno successivo gareggia nella finale di specialità alle parallele asimmetriche dove vince il bronzo a pari merito con la sorella gemella Alice D'Amato.
Il 25 luglio prende parte alla fase di Qualificazioni alle Olimpiadi di Tokyo, gareggiando su tutti gli attrezzi. Ottiene 14.333 al volteggio, 13.933 alle parallele, 13.133 alla trave e 11.833 al corpo libero aiutando la Nazionale italiana ad accedere alla finale a squadre col settimo punteggio; individualmente ottiene il 34esimo punteggio e non riesce a qualificarsi per la finale all around.
Il 27 luglio prende parte alla finale a squadre gareggiando su tutti e quattro gli attrezzi e ottenendo 13.166 al corpo libero, 14.266 al volteggio, 13.900 alle parallele e 12.900 alla trave. Complessivamente la squadra si classifica al quarto posto con un totale di 163.638. È il miglior risultato per l'artistica femminile italiana alle Olimpiadi dopo l'argento ad Amsterdam 1928.
Il 10 ottobre viene annunciato che avrebbe partecipato ai Campionati mondiali di Kitakyushu, in Giappone, insieme ad Alice D'Amato, Desiree Carofiglio ed Elisa Iorio. Il 18 ottobre partecipa alle qualifiche gareggiando su tutti gli attrezzi e qualificandosi al dodicesimo posto per la finale all-around e al terzo posto per la finale al volteggio, diventando la prima italiana nella storia a qualificarsi per una finale mondiale in tale attrezzo. Il 23 ottobre partecipa alla finale al volteggio e conquista la medaglia d'argento.

### 2022: campionessa europea e l'infortunio alla caviglia
Il 12 febbraio torna in gara partecipando alla prima tappa di Serie A ad Ancona.
Al Deutscher Pokal (un'amichevole svolta in Germania) vince l'argento con la squadra e un secondo argento al volteggio. Nel mese di aprile, viene convocata per il Trofeo Città di Jesolo e conquista il secondo posto nella gara a squadre, oltre all'argento sia nell'all around che al volteggio. A giugno viene convocata per i Giochi del Mediterraneo, dove contribuisce alla medaglia d'oro della squadra. Individualmente, vince l'oro al volteggio e al corpo libero e l'argento nell'all around e alla trave.
Viene convocata ai Campionati Europei di agosto. Nella prima giornata di gara contribuisce, salendo sui quattro attrezzi, alla qualifica della squadra in prima posizione. Individualmente, si qualifica per la finale al volteggio e alla trave. La gara di qualifica è valida anche come finale all-around, nella quale si laurea campionessa europea ai con 54.732. È la prima ginnasta italiana a riuscirci dopo Vanessa Ferrari, nel 2007.
Il 13 agosto disputa la finale a squadre salendo nuovamente su tutti e quattro gli attrezzi, contribuendo alla vittoria insieme alle compagne Alice D'Amato, Giorgia Villa, Martina Maggio e Angela Andreoli con 165.163 punti, per la prima volta dagli Europei del 2006 e per la seconda volta nella storia.
Prende parte alla finale di specialità al volteggio dove ottiene la media di 13.716 punti, che le valgono la medaglia d'argento. Tuttavia, si infortuna il piede destro nell’arrivo del secondo salto ed è per questo impossibilitata a partecipare alla finale alla trave, venendo quindi sostituita da Martina Maggio.
Una volta tornata in Italia si sottopone a un'operazione per ricostruire i legamenti della caviglia, operazione per la quale i tempi di recupero stimati sono di quattro mesi; di conseguenza, sarà impossibilitata a partecipare ai Mondiali di Liverpool, in programma ad ottobre.

### 2023: argento europeo e infortunio al crociato
L'11 febbraio, a meno di sei mesi dalla rottura dei legamenti, partecipa alla prima tappa di Serie A: gareggia a parallele, dove cade due volte, e a volteggio, riportando in gara lo Yurchenko con doppio avvitamento, contribuendo alla vittoria della Brixia.
A marzo partecipa alla seconda tappa di serie A: gareggia a volteggio, parallele e trave, contribuendo alla vittoria della squadra.
Il 1 aprile partecipa al Trofeo Città di Jesolo, dove gareggia a volteggio (portando lo Yurchenko e il Lopez, salto con cui si era infortunata agli Europei), parallele e trave. Contribuisce alla vittoria della squadra italiana e si qualifica inoltre per le finali a volteggio e trave. Nella prima vince l'argento, nella seconda, a causa di due cadute, non riesce ad arrivare a podio.
Viene scelta per far parte della squadra italiana agli Europei di Antalya. Nella giornata di qualificazioni, conquista la medaglia d'argento insieme alla squadra e conquista la finale al volteggio col terzo posto provvisorio. Durante la finale vince il suo secondo argento europeo al volteggio. Nello stesso mese, viene convocata alla Coppa del Mondo individuale del Cairo, insieme alle compagne di squadra Giorgia Villa e Alice D'Amato. Durante la finale al volteggio, eseguendo il secondo salto si rompe il legamento crociato anteriore e il menisco, rinunciando quindi al resto della stagione e saltando per la seconda volta di fila i Mondiali.

### 2024
Nonostante la necessità di un recupero lungo per il grave infortunio subito nel 2023, il 7 febbraio torna in gara durante la prima tappa di serie A, portando gli esercizi completi a parallele e trave e il doppio avvitamento al volteggio. Il 23 febbraio prende parte alla seconda tappa, gareggiando a volteggio e parallele. Durante la terza tappa ritorna anche al corpo libero. Al Trofeo città di Jesolo vince l'oro con la squadra, il bronzo nell'all-around e alla trave. Convocata ai Campionati Europei di Rimini per gareggiare su tutti gli attrezzi, si infortuna nuovamente, per la terza volta in un anno e nove mesi, lesionandosi il legamento crociato già operato, motivo per cui resterà fuori dai Giochi Olimpici.

## Risultati

### Junior
| Anno | Competizione                        | Squadra | Individuale | Volteggio | Parallele | Trave   | Corpo libero |
| ---- | ----------------------------------- | ------- | ----------- | --------- | --------- | ------- | ------------ |
| 2015 | Trofeo Città di Jesolo              |         | 22          |           |           |         |              |
| 2015 | Golden League                       | Argento |             |           |           |         |              |
| 2016 | Trofeo Città di Jesolo              |         | 10          |           | 8         |         | 6            |
| 2016 | Incontro Internazionale di Carpiano | Argento |             |           |           |         |              |
| 2016 | Assoluti                            |         |             | Oro       |           |         |              |
| 2016 | Tournoi International               | Oro     | Argento     | Bronzo    | Bronzo    | Bronzo  |              |
| 2017 | 1 tappa di Serie A                  | Oro     |             |           |           |         |              |
| 2017 | International Gymnix                | Argento | 5           | Bronzo    |           |         |              |
| 2017 | Trofeo Città di Jesolo              | Argento | 7           | 4         | 6         |         | 4            |
| 2017 | 2 tappa di Serie A                  | Oro     |             |           |           |         |              |
| 2017 | 3 Tappa di Serie A                  | Oro     |             |           |           |         |              |
| 2017 | Campionati Italiani Gold            |         | Oro         | Oro       | Argento   | Argento | Argento      |
| 2017 | Flanders International              | Oro     | Argento     |           |           |         |              |
| 2017 | Amichevole juniores                 | Oro     | Oro         |           |           |         |              |
| 2017 | EYOF                                | Argento | Argento     | Bronzo    | Bronzo    | Argento |              |
| 2017 | Assoluti                            |         | Argento     | Oro       | Bronzo    |         | Argento      |
| 2017 | 4 tappa di Serie A                  | Oro     |             |           |           |         |              |
| 2018 | 1 tappa di Serie A                  | Oro     |             |           |           |         |              |
| 2018 | International Gymnix                | Oro     | Argento     | Oro       | 8         |         | 6            |
| 2018 | Trofeo Città di Jesolo              | Oro     | 5           | Argento   |           |         |              |
| 2018 | 2 tappa di Serie A                  | Oro     |             |           |           |         |              |
| 2018 | 3 tappa di Serie A                  | Oro     |             |           |           |         |              |
| 2018 | Campionati europei                  | Oro     | 4           | Oro       |           |         |              |

### Senior
| Anno | Competizione                      | Squadra | Individuale | Volteggio | Parallele | Trave   | Corpo libero |
| ---- | --------------------------------- | ------- | ----------- | --------- | --------- | ------- | ------------ |
| 2019 | 1 tappa di Serie A                | Oro     |             |           |           |         |              |
| 2019 | Trofeo Città di Jesolo            | Bronzo  | 7           | Oro       |           |         | 6            |
| 2019 | 2 tappa di Serie A                | Oro     |             |           |           |         |              |
| 2019 | Campionati europei                |         |             | 4         |           |         |              |
| 2019 | 3 tappa di Serie A                | Oro     |             |           |           |         |              |
| 2019 | Incontro Amichevole di Heerenveen | Oro     | 5           |           |           |         |              |
| 2019 | Campionati italiani assoluti      |         | Oro         | Oro       | 8         | Bronzo  | 7            |
| 2019 | Campionati Mondiali               | Bronzo  |             |           |           |         |              |
| 2020 | 1 tappa di Serie A                | Oro     |             |           |           |         |              |
| 2020 | 2 tappa di Serie A                | Oro     |             |           |           |         |              |
| 2020 | 3 tappa di Serie A                | Oro     |             |           |           |         |              |
| 2020 | Assoluti                          |         | Oro         | Oro       | Bronzo    | Bronzo  | Argento      |
| 2020 | Final Six di Serie A              | Oro     |             |           |           |         |              |
| 2021 | Final Six di Serie A              | Oro     |             |           |           |         |              |
| 2021 | Assoluti                          |         | Argento     |           | Bronzo    |         |              |
| 2021 | Olimpiadi di Tokyo 2020           | 4       |             |           |           |         |              |
| 2021 | Campionati Mondiali               |         | 12          | Argento   |           |         |              |
| 2021 | Massilia Cup 2021                 | Oro     | Oro         | Oro       | 7         | 4       |              |
| 2022 | Serie A                           | Oro     |             |           |           |         |              |
| 2022 | Deutscher Pokal                   | Argento |             | Argento   |           |         |              |
| 2022 | Trofeo Città di Jesolo            | Argento | Argento     | Argento   |           |         |              |
| 2022 | Giochi del Mediterraneo           | Oro     | Argento     | Oro       |           | Argento | Oro          |
| 2022 | Campionati europei                | Oro     | Oro         | Argento   |           |         |              |
| 2023 | 1 tappa di Serie A                | Oro     |             |           |           |         |              |
| 2023 | 2 tappa di Serie A                | Oro     |             |           |           |         |              |
| 2023 | Trofeo Città di Jesolo            | Oro     |             | Argento   |           |         |              |
| 2023 | Campionati europei                | Argento |             | Argento   |           |         |              |
| 2024 | 1 tappa di Serie A                | Oro     |             |           |           |         |              |
| 2024 | 2 tappa di Serie A                | Oro     |             |           |           |         |              |
| 2024 | 3 tappa di Serie A                | Oro     |             |           |           |         |              |
| 2024 | Trofeo Città di Jesolo            | Oro     | Bronzo      |           |           | Bronzo  |              |
| 2024 | Campionati europei                | Oro     |             |           |           |         |              |

## Televisione
Ad aprile 2020 partecipa ad uno spot pubblicitario per la Tampax insieme alle compagne Giorgia Villa, Alice D'Amato, Elisa Iorio e Martina Maggio.